# استاپانسکا بانکا
استاپانسکا بانکا (مقدونی: Стопанска банка АД Скопје) شرکت خدمات مالی و بانکداری در مقدونیه شمالی است، که در سال ۱۹۴۴ تأسیس شد.